# Claes Björck
Claes Björck, född 9 juni 1948, var verkställande direktör för Skanska 1998–2002. Han hade en lång historia i Skanska, där han arbetade i dotterbolaget i USA i 27 år innan han blev VD för hela Skanska.